# Räddningsstation Grötvik
Räddningsstation Grötvik är en av Sjöräddningssällskapets räddningsstationer.
Räddningsstationen ligger i hamnen i Grötvik utanför Halmstad och inrättades 1955. Den hade 2018 cirka 30 frivilliga. 
Mellan 1907 och 1943 hade Lotsverket upprätthållit Livräddningsstationen i Halmstad vid mynningen av Nissan fem kilometer öster om Grötvik.

## Räddningsfarkoster
- Rescue Hans Laurin av Victoriaklass, byggd 2008. Hon har tidigare varit stationerad på Räddningsstation Hovås och flyttades 2022 till Grötvik.
- Rescuerunner Allan Mattsson, byggd 2018 och ersatte då Rescuerunner Owe Persson från 2005. Owe Persson donerades ursprungligen till Sjöräddningssällskapet efter Helikopterolyckan vid Rörö. Hon flyttades 2018 till Räddningsstation Käringön.
- Rescue Länsförsäkringar Halland, 2021

## Tidigare räddningsfarkoster
- Rescue Samariten, 11,65 meter lång, aluminium, byggd 1990 på Kållandsö varv
- 2005–2018 Rescuerunner 3–04 Owe Persson
- 2008–2022 Rescue 12–05 P.O Hanson, från 2022 på Räddningsstation Åmål

## Fakta om Rescue Hans Laurin[1]
- SSRS nr: 12-25
- SSSR-klass: Victoriaklass
- Byggd: 2008
- Längd: 11,8 m
- Bredd: 3,8 m
- Vikt: 13 ton
- Djup: 0,9 m
- Hastighet: 34 knop
- Motor: 2x Scania DI12-069 500 hk
- Framdrivning: Vattenjet
- Varv: Swede Ship Composite, Hunnebostrand
- Donerad av: Agneta och Hans Laurin

## Fakta om Rescue Länsförsäkringar Halland[1]
- SSRS nr: 8-64
- SSSR-klass: Gunnel Larssonklass
- Byggd: 2021 på Swede Ship Marine
- Längd: 8,4 m
- Bredd: 2,7 m
- Vikt: 3,2 ton
- Djup: 0,4 m
- Hastighet: 34 knop
- Motor: Nanni T8V-370
- Framdrivning: Vattenjet
- Varv: Swede Ship Composite AB, Hunnebostrand
- Donerad av: Länsförsäkringar Halland

## Fakta om Rescuerunner Allan Mattsson[1]
- SSRS-nr: 3-62
- Byggd: 2018
- Längd: 3,6 m
- Bredd: 1,5 m
- Deplacement: 350 kg
- Djupg: 0,4 m
- Motor: Yamaha
- Varv: Safe at sea, Bankeryd
- Fart: 34 knop
- Framdrivning: Vattenjet